# Gottlob Frege
Friedrich Ludwig Gottlob Frege (ur. 8 listopada 1848 w Wismarze, zm. 26 lipca 1925 w Bad Kleinen) – niemiecki matematyk, logik i filozof, profesor matematyki w Jenie. Pionier logicyzmu w filozofii matematyki.

## Życiorys
Studia rozpoczął w 1869 r. na uniwersytecie w Jenie. Po dwóch latach przeniósł się do Getyngi, by po kolejnych dwóch latach wrócić do Jeny, wykładać matematykę. W 1896 r. został tam profesorem matematyki.

## Poglądy
W filozofii matematyki był ostrym krytykiem zastanego stanu rzeczy: w Grundlagen der Arithmetik znalazły się obszerne i znaczące analizy m.in. teorii Immanuela Kanta, który pojmował twierdzenia arytmetyki jako syntetyczne sądy a priori, i poglądów Johna Stuarta Milla, dla którego twierdzenia arytmetyczne stanowiły potwierdzone w doświadczeniu powszechne prawa przyrody. Z drugiej strony był twórcą nowego filozoficzno-matematycznego programu – logicyzmu, który pojęcia matematyki sprowadzał do pojęć logicznych, a twierdzenia matematyczne wyprowadzał z zasad logicznych. Opracował specjalną arytmetykę i wykazał, że jej twierdzenia można wyprowadzić z samych tylko logicznych założeń oraz sprowadzić do "praw myślenia", które miały opierać się na idealnym (obiektywnym) charakterze praw logicznych. Znanym recenzentem i krytykiem negującym elementy jego arytmetyki był Edmund Husserl, z którym Frege wdał się w znany spór. Zakończył się on ostatecznym odrzuceniem psychologizmu u obu stron. Frege nie zrezygnował jednak z "praw myślenia" (alias norm myślenia). 
Na gruncie filozofii języka sięga się obecnie do pochodzącego od Fregego rozróżnienia między sensem (u Fregego: Sinn) i odniesieniem wzgl. referencją (u Fregego: Bedeutung). Na przykład nazwa (w terminologii Fregego "nazwa jednostkowa") 'Król Ludwik I' wyraża pewien sens (władca określonego państwa), oraz posiada konkretne odniesienie (fizycznie istniejącą osobę). To, co Frege określa odniesieniem, z grubsza odpowiada obecnemu pojęciu odniesienia w językoznawstwie. Różnicę między sensem a odniesieniem widać w przypadku wyrażeń posiadających sens a nie posiadających odniesienia, jak na przykład "Pierwszy człowiek na Marsie". Sens tego wyrażenia (pierwsza osoba, która wylądowała na planecie Mars) może być uchwycony przez każdego użytkownika języka, pomimo iż odniesienie nie istnieje (nie ma takiej osoby).

## Znaczenie
Jako jeden z pierwszych podjął się zadania związania matematyki z logiką. Opowiadał się przeciwko rozwiązaniu tego problemu podanego przez G. Boole'a jakoby logika miałaby być dziedziną podległą matematyce.
Fregego wskazuje się jako największego logika po Arystotelesie. Wraz z jego rewolucyjnym Begriffsschrift z 1879 r. zaczyna się nowa epoka w historii logiki, przed którą przez ponad 2000 lat obowiązywała arystotelesowska sylogistyka jako miara wszystkich rzeczy. Faktycznie logika Fregego (rozwinięta w formie aksjomatycznej) zawiera już zalążki nowoczesnej logiki formalnej, mianowicie logiki predykatów drugiego rzędu z równością.

## Dzieła
- Begriffsschrift, eine der arithmetischen nachgebildete Formelsprache des reinen Denkens. Halle a. S. 1879
- Die Grundlagen der Arithmetik: eine logisch-mathematische Untersuchung über den Begriff der Zahl. Breslau 1884
- Funktion und Begriff: Vortrag vom Januar 9, 1891 vor der 'Jenaischen Gesellschaft für Medizin und Naturwissenschaft'. Jena 1891
- Über Sinn und Bedeutung. W: Zeitschrift für Philosophie und philosophische Kritik. (1892), s. 25-50
- Über Begriff und Gegenstand. W: Vierteljahresschrift für wissenschaftliche Philosophie. XVI, 1892, s. 192-205
- Grundgesetze der Arithmetik, begriffsschriftlich abgeleitet. Verlag Hermann Pohle, Jena 1893 (Band I), 1903 (Band II)
- Was ist eine Funktion? W: Festschrift Ludwig Boltzmann gewidmet zum sechzigsten Geburtstage', 20. Februar 1904. S. Meyer (red.), Leipzig 1904, s. 656-666
- Der Gedanke. Eine logische Untersuchung. W: Beiträge zur Philosophie des deutschen Idealismus I, 1918, s. 58-77